# Бенмор
Бенмор (англ. Lake Benmore) — водохранилище на Южном острове Новой Зеландии, крупнейшее в стране.
Расположено в южной части острова. Образовано земляной плотиной ГЭС мощностью 540 мегаватт в 1960 году. Впадают реки Оо, Пекаки, Ахерери, Текапо.
Площадь зеркала — 75 км². Наибольшая глубина — 120 м. Высота над уровнем моря — 361 метр.